# Tirol, Sydtyrolen
Tirol (Dorf Tirol) är en ort och kommun i provinsen Sydtyrolen i regionen Trentino-Sydtyrolen i Italien. Kommunen hade 2 450 invånare (2018).